# Trompe le Monde
Trompe le Monde är Pixies fjärde studioalbum som släpptes den 23 september 1991 på skivbolaget 4AD i Storbritannien och av 4AD/Elektra i USA. Albumet blev musikaliskt ett steg tillbaka till det skrovliga ljudet bandets första album haft istället för surf-popen som influerat det föregående skivsläppet Bossanova. Gil Norton fortsatte som producent och bandet hade för första gången implementerat Heavy metal-lika riff samtidigt som Black Francis låtskrivande utvecklades. 2013 lanserade företaget Mobile Fidelity Sound Lab en remaster av Trompe le Monde i SACD-format.

## Albumets namn
Till skillnad från tidigare album där albumtiteln kommit från en textrad kommer titeln från första spåret, "Trompe le Monde", en fransk fras som betyder "lura världen". Trompe le Monde är en ordlek på den franska frasen "trompe l'oeil" som är en målarteknik där konstnären lurar åskådaren att tro att objekt i målningen är verkliga.

## Låtlista
Alla låtar skrivna av Black Francis förutom "Head On" som är skriven av William Reid och Jim Reid från The Jesus and Mary Chain.
1. "Trompe le Monde"  – 1:48
2. "Planet of Sound"  – 2:06
3. "Alec Eiffel"      – 2:50
4. "The Sad Punk"     – 3:00
5. "Head On"          – 2:13
6. "U-Mass"           – 3:01
7. "Palace of the Brine"  – 1:34
8. "Letter to Memphis"  – 2:39
9. "Bird Dream of the Olympus Mons"  – 2:48
10. "Space (I Believe In)"  – 4:18
11. "Subbacultcha"  – 2:09
12. "Distance Equals Rate Times Time"  – 1:24
13. "Lovely Day"  – 2:05
14. "Motorway to Roswell"  – 4:43
15. "The Navajo Know"  – 2:20

## Medverkande
- Black Francis – sång, gitarr
- Joey Santiago – sologitarr
- David Lovering – trummor
- Kim Deal – bas, sång
- Eric Drew Feldman – keyboard, piano

### Produktion
- Gil Norton - Producent
- Steve Haigler- Ljudtekniker
- Inspelat på Master Control, Burbank; Pacifique, Burbank; Studio Des Dames, Paris; Blackwing, London
- Mixat på Master Rock, London

### Design
- Design – Vaughan Oliver / v23
- Designassistenter – Chriss Bigg, Paul McMenamin
- Fotografi – Simon Larbalestier
- Typsnitt – TPP Ltd. London

## Försäljningslistor

### Album
| År   | Lista          | Högsta placering |
| ---- | -------------- | ---------------- |
| 1991 | Billboard 200  | 92               |
| 1991 | UK Album Chart | 7                |

### Singlar
| År   | Singel              | Lista              | Högsta position |
| ---- | ------------------- | ------------------ | --------------- |
| 1991 | "Letter to Memphis" | Modern Rock Tracks | 6               |
| 1992 | "Head On"           | Modern Rock Tracks | 6               |
| 1991 | "Planet of Sound"   | Gallup Top 75      | 27              |